# 移植 (軟體)
在軟體工程中，移植（英語：Porting）是一種軟體發展程序，將某個可執行的程式，由它原先的環境中，遷移到另一個環境，讓它可以重新運作。改變的環境可能是硬體或軟體，包括處理器架構、作業系統、軟體庫等。
是當你進行軟體移植時，需要重新改寫的原始碼越少，需要做的工時越少，這個軟體的可移植性就越高。